# Államok vezetőinek listája 212-ben
Ezen az oldalon az i. sz. 212-ben fennálló államok vezetőinek névsora olvasható földrészek, majd országok szerinti bontásban. 

## Európa
- Boszporoszi Királyság
  - Király: II. Rhészkuporisz (211/212–226/227)

- Római Birodalom
  - Császár: Caracalla (211–217) 
    - Consul: Gaius Iulius Asper
    - Consul: Gaius Iulius Camilius Asper

  - Britannia provincia
    - Legatus: Lucius Alfenus Senecio (205–212)

  - Dalmatia provincia
    - Legatus: Marcus Nummius Umbrius Primus Senecio Albinus (212–217)

  - Hispania Tarraconensis provincia
    - Legatus: Marcus Nummius Umbrius Primus Senecio Albinus (209–212)

## Ázsia
- Armenia
  - Király: I. Khoszroész (kb. 190–216)

- Harakéné
  - Király: III. Abinergaosz (210–222)

- Hsziungnuk
  - Sanjü: Hucsucsuan (195–216)

- Ibériai Királyság
  - Király: I. Rev (189–216)

- India
  - Anuradhapura
    - Király: I. Sziri Naga (196–215)

- Japán
  - Császárnő: Dzsingú (200–269)

- Kína (Han-dinasztia)
  - Császár: Han Hszien-ti (189–220)

- Korea
  - Pekcse
    - Király: Cshogo (166–214)

  - Kogurjo
    - Király: Szanszang (197–227)

  - Silla
    - Király: Nehe (196–230)

  - Kumgvan Kaja
    - Király: Kodung (199–259)

- Kusán Birodalom
  - Király: I. Vaszudéva (184–220)

- Oszroéné
  - Király: VIII. Abgar (167–212)
  - Király: IX. Abgar (212–214)

- Pártus Birodalom
  - Nagykirály: VI. Vologaészész (207–227)

## Afrika
- Római Birodalom
  - Aegyptus provincia
    - Praefectus: Lucius Baebius Aurelius Iuncinus (212–213)

- Kusita Királyság
  - Kusita uralkodók listája

## Fordítás
- Ez a szócikk részben vagy egészben  a   Liste der Staatsoberhäupter 212 című német Wikipédia-szócikk ezen változatának fordításán alapul.  Az eredeti cikk szerkesztőit annak laptörténete sorolja fel. Ez a jelzés csupán a megfogalmazás eredetét és a szerzői jogokat jelzi, nem szolgál a cikkben szereplő információk forrásmegjelöléseként.